# رحمان رضایی (بازیکن فوتبال)
رحمان رضایی (زادهٔ ۱ اسفند ۱۳۵۳) بازیکن سابق و مربی فوتبال اهل ایران است. وی عضو تیم ملی ایران بود و پس از جام ملت‌های آسیا ۲۰۰۷ از فوتبال ملی خداحافظی کرد. وی در اسفند ۱۴۰۱ دستیار امیر قلعه‌نویی در تیم ملی ایران شد.
رحمان رضایی برای نخستین بار در زمان مربیگری میروسلاو بلاژویچ به تیم ملی ایران دعوت شد.

## دوران باشگاهی
رضایی پیش از حضور در فوتبال ایتالیا در تیم‌های برق تهران، راه‌آهن و ذوب‌آهن اصفهان حضور داشته است.
رضایی سابقهٔ حضور در سه تیم ایتالیایی (پروجا، مسینا و لیورنو) را دارد.
او به همراه تیم پروجا ۲ فصل در سری آ، به همراه تیم مسینا ۱ فصل در سری بی و ۲ فصل در سری آ و به همراه تیم لیورنو ۲ فصل در سری آ حضور داشته است. وی مجموعاً ۶ فصل در سری آ و ۱ فصل در سری بی حضور داشته است.
رضایی پس از بازگشت از فوتبال ایتالیا، حضور در تیم‌های پرسپولیس، الاهلی قطر، شاهین بوشهر و پیکان را نیز تجربه کرد.
رحمان رضایی در تیر ۱۳۹۱ اعلام کرد که دیگر فوتبال بازی نمی‌کند و به‌دنبال مربیگری است.

## مربیگری
وی در شهریور ۱۳۹۲ به عنوان مدیر تیم‌های پایه باشگاه پیکان تهران نیز انتخاب شد.
او از دی ۱۳۹۳ تا بهمن ۱۳۹۳ دستیار علی لطیفی در تیم فوتبال راه‌آهن بود.
رضایی از آذر ۱۳۹۴ تا دی ۱۳۹۵ دستیار امیر قلعه‌نویی در تیم فوتبال تراکتورسازی بود.
وی از بهمن ۱۳۹۶ تا اردیبهشت ۱۳۹۷ به عنوان سرمربی در تیم فوتبال برق جدید فارس فعالیت می‌کرد.
او هم تا چندی پیش سرمربی باشگاه فرهنگی ورزشی ذوب آهن اصفهان بود.
رضایی از اسفند ۱۴۰۱ ودر حال حاضر دستیار امیر قلعه‌نویی در تیم  ملی فوتبال ایران است.

## گل‌های ملی
| # | تاریخ         | مکان                 | حریف            | گل  | نتیجه | مسابقه                 |
| - | ------------- | -------------------- | --------------- | --- | ----- | ---------------------- |
| ۱ | ۱۳ خرداد ۱۳۸۴ | ورزشگاه آزادی، تهران | کرهٔ شمالی       | ۱–۰ | ۱–۰   | مقدماتی جام جهانی ۲۰۰۶ |
| ۲ | ۷ خرداد ۱۳۸۵  | ورزشگاه آزادی، تهران | بوسنی و هرزگوین | ۲–۲ | ۵–۲   | بازی دوستانه           |
| ۳ | ۱۸ بهمن ۱۳۸۵  | ورزشگاه آزادی، تهران | بلاروس          | ۲–۰ | ۲–۲   | بازی دوستانه           |